# Святицький Микола Володимирович
Микола Володимирович Святицький (1886, Рибінськ Ярославської губ. — листопад 1937, Казахстан) — лівий есер, секретар Всеросійської комісії по виборах до Установчих Зборів. Депутат УЗ (округ: Харківський № 5, партія: есери (ліві), українські есери, Рада КД).
Навчався на юридичному факультеті Московського університету, закінчив екстерном Харківський університет. У 1906 арештований, висланий у 1907 в Тобольську губернію з дозволом виїзду за кордон. З 1913 помічник присяжного повіреного. У 1917 редактор «Партийных известий». Делегат I Всеросійського з'їзду Рад РСД. Секретар комісії ЦК ПСР по виборах до УЗ.  Учасник засідання УЗ 5 січня 1918.
Перший історик Установчих Зборів, у 1918 опублікував «Итоги выборов во Всероссийское Учредительное собрание», у 1921 — «К истории Всероссийского Учредительного собрания». У 1918 член Комуч, потім секретар З'їзду членів УЗ. У січні 1919 вів переговори в Уфі з більшовиками про спільні дії, входив до групи «Народ».
У 1920-ті роки працював у радянських установах. Виступав свідком на процесі ПСР (1922). Висланий до Казахстану, працював у Кустанаї економістом. Арештований у листопаді 1937. Розстріляний. Реабілітований у 1959.